# Emiliano Zapata (Sección Pochote)
La localidad de Emiliano Zapata (Sección Pochote) está situado en el Municipio de Emiliano Zapata (Tabasco).

## Población
Tiene 378 habitantes en 2010.

## Altitud
Emiliano Zapata (Sección Pochote) está a 50 m s. n. m.

## Distancia
Su distancia a la cabecera municipal es de 4.5 km por rio.

## Educación
- Constitución 1857

- Leopoldina Azcuaga

- Secundaria Comunitaria